# 廬山溫泉

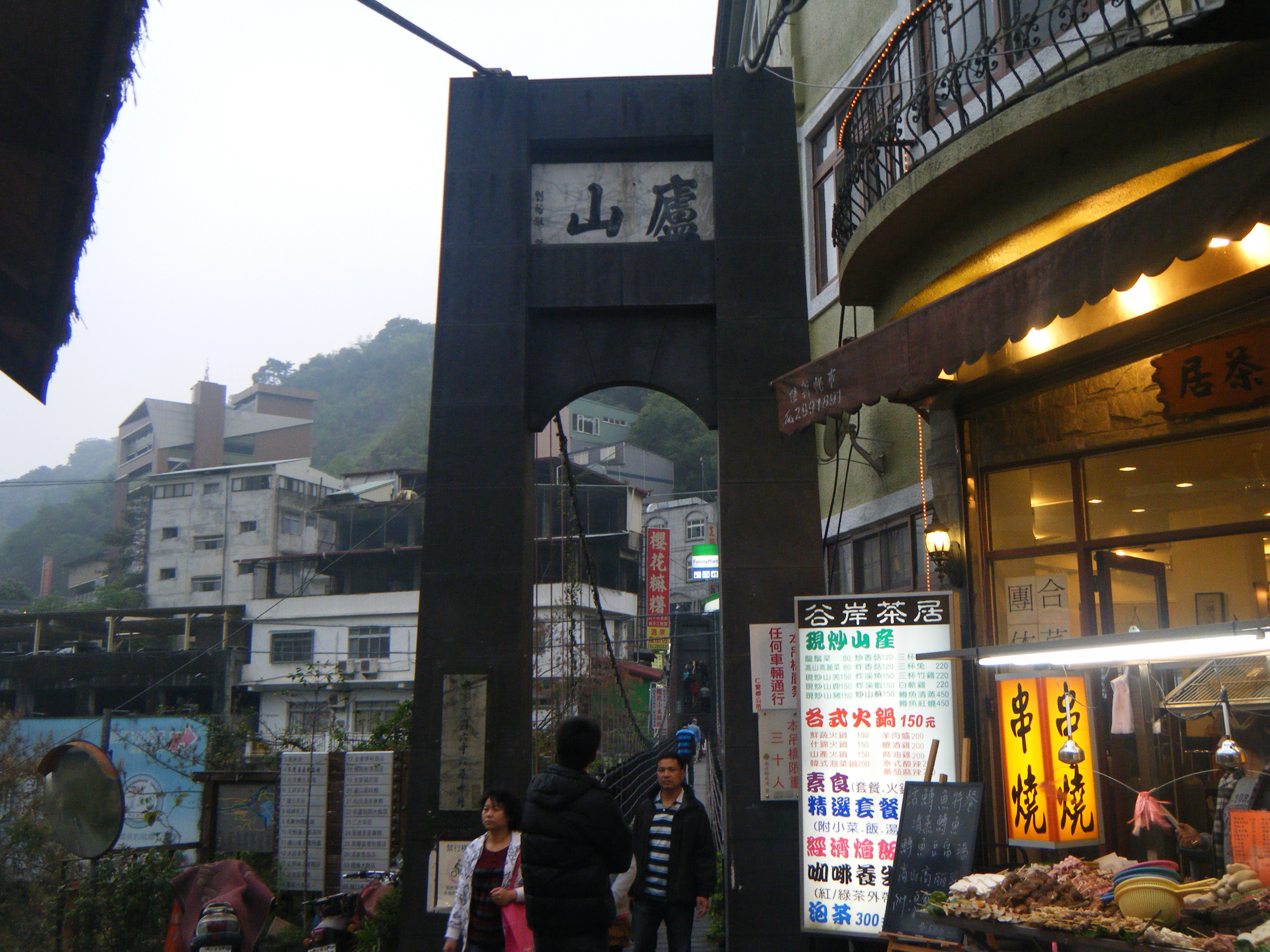
廬山吊橋

廬山溫泉，舊稱富士溫泉，位於臺灣南投縣仁愛鄉精英村，原為賽德克族馬赫坡社（Mahebo）的居地。附近有霧社、塔羅灣溪和馬海僕溪。依地質分類，廬山溫泉屬於中央山脈板岩區的變質岩溫泉。1960年代工業技術研究院能源礦物所在廬山溫泉的探勘結果發現，此溫泉區的儲水層位在廬山層的逸峰砂岩段和眉溪砂岩破碎帶。

## 泉質
水質清澈，可飲用亦可沐浴。水溫58-98℃，酸鹼值約為pH6-9，碳酸根離子約455ppm，鈉離子約328ppm，屬於中性碳酸氫鈉泉。

## 歷史

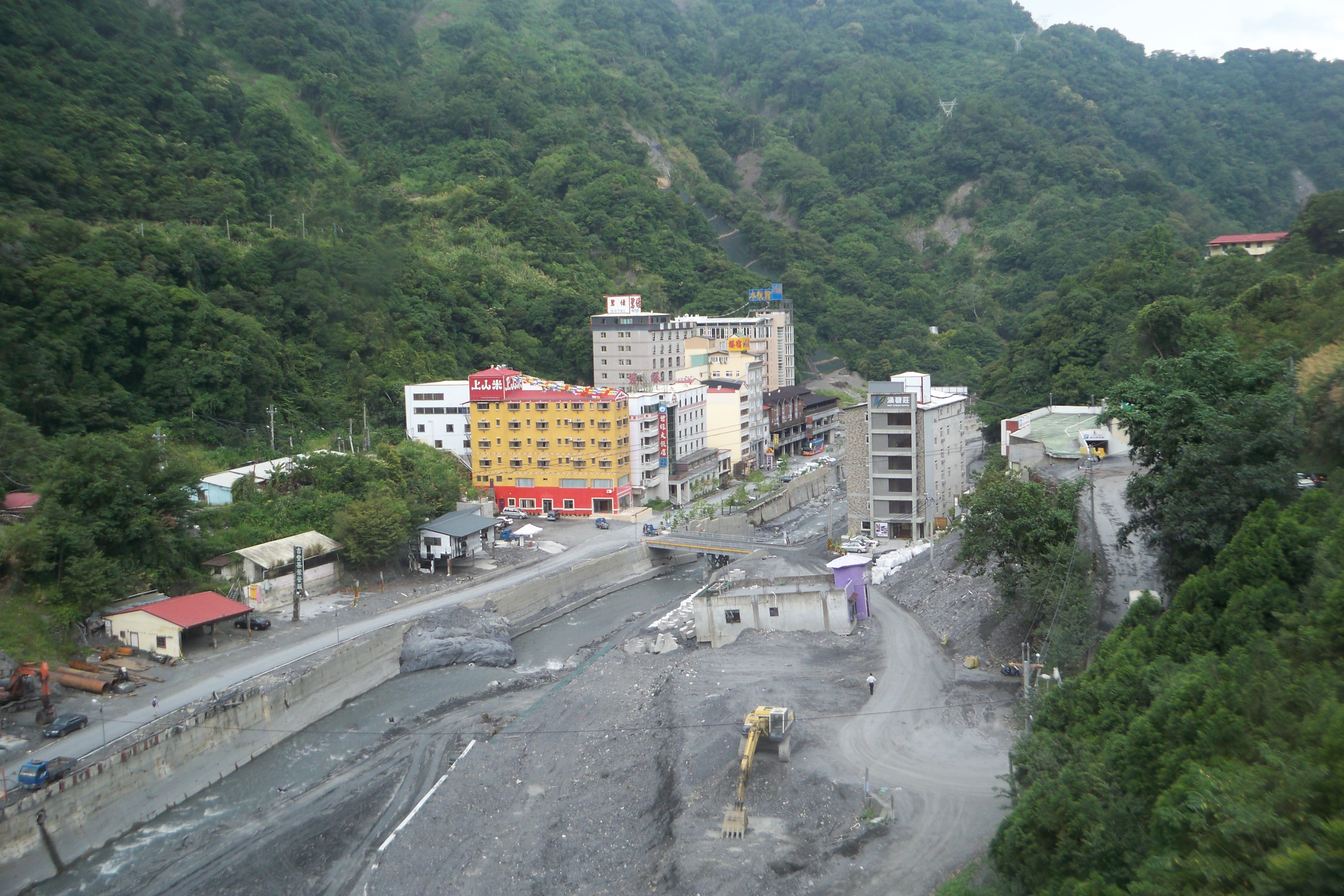
辛樂克風災後的廬山溫泉

- 廬山溫泉在日治時代之前就已被發現，傳說中有臺灣原住民發現受傷的動物在溫泉水中浸浴過後，就會快速痊癒，它的名聲因而傳開。原為賽德克族馬赫坡社（Mahebo）的居地，外人無法進入。在霧社事件後，台灣總督府將原居住的賽德克族遷離，集中管理，開始開發此地。因此地之西有座山形如似富士山，日人命名「富士」，溫泉因此得名富士溫泉。[1] 在日治時期，與明治溫泉、櫻溫泉並稱「中部三大溫泉」。形似富士山的山應指在「富士」西南，當時稱為「富士山」的母安山。
- 1943年，埔里街官紳共同經營開發富士溫泉，寄附捐建不動明王神像，由埔里街官紳和埔里弘法寺住持海野慶幸等舉行除幕式，神像安奉在石造基座上，以守護溫泉，[2]但神像現已不存。
- 2008年9月12日，辛樂克颱風重創廬山溫泉，多家飯店嚴重毀損[3]。
- 2011年3月，經經濟部中央地質調查所調查發現，認為廬山北坡母安山只要雨量超過800毫米，就可能嚴重位移，爆發嚴重災情。南投縣政府擔憂廬山溫泉區成為小林村第二，到了2011年6月初，決定斥資20多億賠償金集體遷村，要全部搬到36公里外的埔里鎮福興里。

- 水利署第四河川局已完成廬山溫泉百年防洪治理計畫，將在年底前取得用地，並分三期投入7.8億元，拆除廬山溫泉河川區域線內3.63公頃的飯店、民宿等地上物，預計民國104年(2015年)完成。屆時以往的廬山溫泉區將走入歷史。

- 2012年5月31日，南投縣政府公告廢止廬山溫泉區[4][5][6][7][8]，但廬山溫泉業者表示不滿，先公告廢止溫泉區卻不先安置業者[9]。6月10日，因為大雨，鄉公所對溫泉區旅客及當地居民實施強制撤離，預定維持廬山地區三天的淨空狀態[10]。

- 2016年7月，南投縣政府投入30餘億元開發福興農場為溫泉區，預定在8月發包，最晚得花兩年時間才能安置廬山溫泉僅存48家業者，屆時以往的廬山溫泉將從地圖消失[11]。
- 2023年8月4日，受到六號颱風卡努外圍環流及西南風影響，南投縣降下超大豪雨，導致廬山麗來飯店地基掏空[12]，廬山溫泉立體停車場下方邊坡地基掏空[13]，塔羅灣溪暴漲，廬山部落聯外交通中斷[14][15]。